# Postylla

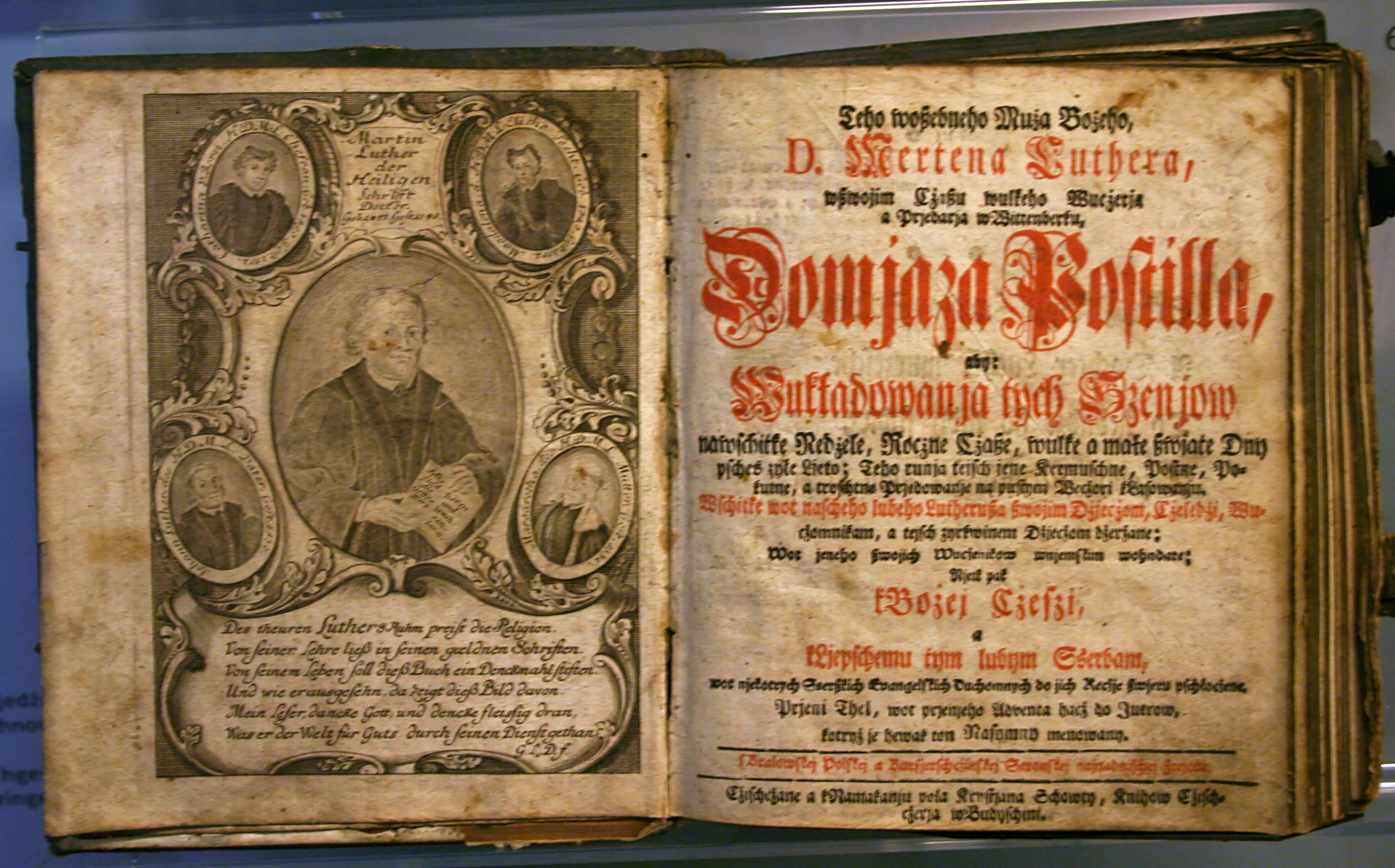
Domjaca postila Marcina Lutra

Postylla – komentarz do Pisma Św. o charakterze egzegezy, a od połowy XIV wieku także termin oznaczający zbiór kazań w przystępny sposób komentujący fragmenty Biblii. Postylle szczególnie rozpowszechnione były w czasach reformacji. Pisali je zarówno autorzy protestanccy (np. Marcin Luter – Postylla Domowa, Mikołaj Rej – Postylla, Postylla Toruńska), jak i rzymskokatoliccy (np. Jakub Wujek – Postylla katoliczna, Postylla mniejsza).
Istnieją dwie hipotezy dotyczące słowa "postylla". Według jednej z nich termin ten pochodzi od średniowiecznołacińskiego słowa postilla (skrócenie post illa verba textus), oznaczającego objaśnienie znaczenia danego fragmentu Pisma Św. Według innej etymologii słowo było zdrobnieniem łacińskiego wyrazu posta, oznaczającego paginę.
Termin postylla, jako egzegeza Biblii, został użyty po raz pierwszy w 1228 w kronice Nicolasa Trivetusa. Za najstarszą postyllę uważa się Homiliarum Pawła Diakona z VIII w., chociaż nie istniało jeszcze wówczas takie pojęcie. Za najbardziej wzorcową postyllę, spełniającą funkcję przede wszystkim egzegetyczną, uważa się z pracę Postillae perpetuae in Veterem et Novum Testamentum Mikołaja z Liry.
Zmiana znaczenia terminu nastąpiła w połowie XIV wieku, kiedy to postyllą zaczęto nazywać cały rocznik zawierający kazania kościelne. Nieco później, bo w 1521 roku Marcin Luter wydał Enarrationes epistolarum et evangeliorum, quas postillas vocant – pierwszą część swojego zbioru postylli. Od tamtego momentu każdy zbiór kazań i homilii zaczęto nazywać postyllą.
Postylle pisane przez autorów reformacyjnych miały odmienny charakter, niż te pisane w okresie średniowiecza. Przede wszystkim w takich tekstach nie roztrząsano już zawiłych problemów teologicznych, ponieważ skierowane były do szerokiego odbiorcy. Z tego też względu postylle zaczęto tworzyć w językach narodowych, co znacząco przyczyniło się do ich rozwoju. Wielu autorów nie posiadało wykształcenia teologicznego, dlatego też w późniejszych postyllach pojawiły się wątki satyryczne lub polemiczne. Ponadto reformacja stworzyła odmianę postylli zwaną postyllą domową. Jedną z nich jest np. Hauspostille (Postylla domowa) Marcina Lutra z 1542 roku. Taką też jest pierwsza postylla wydana w języku polskim – Postylla polska domowa (1556) Grzegorza Orszaka. Rok później, nakładem drukarni Macieja Wirzbięty w Krakowie ukazała się postylla Mikołaja Reja – Świętych słów a spraw Pańskich [...] kronika albo postylla, polskim językiem a prostym wykładem też dla prostaków krótce uczyniona. Dzieło to zdobyło dużą popularność: do końca XVI wieku ukazało się pięć wznowień, a także przekład na język litewski.
Pierwszą postyllą katolicką, wydaną w języku polskim była Postilla catholica, to jest kazania na każdą niedzielę i na każde święto przez cały rok Jakuba Wujka, wydawana w latach 1573-1575 (trzy części). W latach 1579-1580 ukazała się w dwóch częściach odmiana skrócona, tzw. Postylla mniejsza. Odmiana krótsza była wznawiana sześciokrotnie, była także przekładana na język czeski, litewski oraz prawdopodobnie niemiecki.